# Ben M. Williamson
Ben M. Williamson (Pike megye, 1864. október 16. – Cincinnati, 1941. június 23.) az Amerikai Egyesült Államok szenátora (Kentucky, 1930–1931).